# Gary Mandy
Gary Mandy (* 20. Oktober 1959) ist ein ehemaliger simbabwischer Radrennfahrer.

## Sportliche Laufbahn
Mandy war im Bahnradsport und im Straßenradsport aktiv. Er war Teilnehmer der Olympischen Sommerspiele 1988 in Seoul. Im 1000-Meter-Zeitfahren belegte er beim Sieg von Alexander Kiritschenko den 20. Platz. Im olympischen Straßenrennen kam er auf den 105. Platz. 1990 startete er bei den Commonwealth Games im Straßenradsport.